# Nørreby Hals
Halvøen Nørreby Hals eller blot Halsen, der er den nordvestlige afgrænsning af lagunen Nærå Strand  på Nordfyn.   Området er en stor naturseværdighed med et artsrigt fugle- og planteliv samt en spændende landskabsdannelse. Ved roden af Nørreby Hals ligger et 8 hektar stort, vandlidende område, som blev inddæmmet og afvandet af to lokale bønder i 1875. I dag har naturen atter magten, og området bag det gamle dige er nu levested for strandengens fugle og planter. Her blev i alt 29 hektar med sand- og stenstrand, strandenge, strandsøer og strandfælled fredet i 1979. Den offentligt tilgængelige del af Nørreby Hals er et udflugtsmål med gode naturoplevelser. Fuglelivet er året rundt en seværdighed og præges af mange ande- og vadefugle knyttet til Nærå Strand. Området er en del af Natura 2000 -område nr. 108 Æbelø, havet syd for og Nærå Strand og Vildtreservat Nærå - Agernæs .
Geologisk set beskytter Nørreby Hals Nærå Strand mod Kattegats brænding og ligger hen, som en aflang strandfælled dannet både ved landhævning og havets transport af grus og sand. Tæt ved halvøens østligste punkt findes et smukt system af strandvolde og strandsøer. Det omgivende hav udgøres af vidstrakte, lavvandede sandflader, som undertiden tørlægges ved ebbe. Sandfladen nord for Nørreby Hals gennemskæres af en strømrende, der trækker ind fra nordvest og strækker sig rundt om spidsen af Nørreby Hals og videre ind Nærå Strand.

## Plantelivet
Plantelivet  på Nørreby hals er særdeles artsrigt. I de lave strandenge ind mod Nærå Strand vokser salttålende planter som hindeknæ, sandkryb,  strandvejbred, harril, kilebæger og udbredte tæpper af strandmalurt. På de tørre dele af Nørreby Hals findes bevoksninger af finbladet vejsennep, rødknæ og hvidkløver. Stedvis står klynger af skarntyde og den noget mindre og sjældnere agerkørvel. Desuden forekommer engelskgræs, fin kløver, humlekløver,  knoldranunkel og lancetvejbred.

## Dyrelivet
Nørreby Hals er et godt sted at iagttage fuglelivet. Der ses altid mange ande- og vadefugle. Det er især almindelig ryle, hjejle, lille kobbersneppe, stor regnspove, strandskade og vibe som præger billedet. I det tidlige forår og det tidlige efterår er der gode muligheder for at iagttage betydelige flokke af klyder under deres træk til og fra ynglepladserne i Norden. I vinterhalvåret ses mest flokke af andefugle. Knopsvane, sangsvane, grågås, knortegås, gravand, gråand, edderfugl, pibeand, hvinand og toppet skallesluger forekommer i stort tal. Ifølge dofbasen er der registreret i alt 174 fuglearter i Nærå Strand. Et betydeligt antal, der illustrerer fredningens oplevelsesværdi.

## Kulturhistorie
Det inderste af Nørreby Hals er mod Nærå Strand beskyttet mod oversvømmelser af gamle højvandsdiger, som blev opført i 1875. Lodsejerne fik 20 års skattefrihed efter at have foretaget inddæmningen. Da tiden var gået, blev det inddæmmede lands kvalitet takseret til at være af yderst dårlig landbrugsmæssig kvalitet.